# Deuna
Deuna is een plaats en voormalige gemeente in de Duitse deelstaat Thüringen, en maakt deel uit van de Landkreis Eichsfeld.
Deuna telt  inwoners.

## Geschiedenis
De plaats Deuna werd voor het eerst in 1162 in een akte genoemd. Op 31 december 2013 werd de toenmalige gemeente Vollenborn opgeheven en geannexeerd door Deuna. 
Op 1 januari 2019 werd de Verwaltungsgemeinschaft Eichsfelder Kessel, waartoe de gemeente behoorde, opgeheven en werd Deuna opgenomen in de gemeente Niederorschel.
Deuna · Gerterode · Hausen · Kleinbartloff · Niederorschel · Oberorschel · Reifenstein · Rüdigershagen · Vollenborn